# ラ・パロマ
『ラ・パロマ』（スペイン語: La Paloma）は、スペイン語圏の有名な楽曲。19世紀中頃にスペインのセバスティアン・イラディエルによって作曲された。
ラ・パロマとはスペイン語で「鳩」を意味し、ハバナを去る自分を鳩に托す歌詞を持つ。

## 概要
イラディエルはキューバに滞在したときに当地のハバネラについて知り、このリズムを使って書かれたのが『ラ・パロマ』である。正確な作曲年は不明だが、マドリードの著作権管理局に1859年のイラディエル作曲「ラ・パロマ（ピアノ伴奏つきアメリカ歌曲）」(La Paloma (Canción Americana con acompañamiento de Piano))として登録されているのが文献上の初出である。
メキシコでは第二帝政時代の1866年にソプラノ歌手のコンチータ・メンデスがこの曲を歌って非常に有名になり、今もメキシコ音楽と思っている人が多い。
スペイン語圏に限らず、世界各地の言語で歌われている。1961年の映画『ブルー・ハワイ』でエルヴィス・プレスリーの歌う「ノー・モア」も本曲の編曲に英語の歌詞を加えたものである。ドイツでは1944年の映画『グローセ・フライハイト7番地』で主人公を演じたハンス・アルバースの歌う「ラ・パロマ」がヒットし、1958年にビリー・ヴォーンのオーケストラ版、1961年にフレディ・クインの歌った「ラ・パロマ」がミリオンセラーになった。チェコでは「Hřbitove」（墓場にて）という全然異なる歌詞がつけられ、曲調もかなり変化している。

## 歌詞
|                                                   | スペイン語                                           | 日本語訳                                   |
| ------------------------------------------------- | ---------------------------------------------------- | ------------------------------------------ |
| 1.                                                | Cuando salí de la Habana, ¡Válgame Dios!             | 私がハバナを去ったとき（ああ何たることか） |
|                                                   | Nadie me ha visto salir si no fui yo,                | 誰も私が去るのを見なかった                 |
| y una linda guachinanga sí, allá voy yo,          | かわいいメキシコ娘だけが（ああ私は行くよ）           |                                            |
| que se vino tras de mí, ¡Que sí, señor!           | 私についてきた、というわけだ                         |                                            |
| Coro:                                             | （リフレイン）                                       |                                            |
| Si a tu ventana llega una Paloma,                 | もし君の窓に1羽の鳩がとまったら、                    |                                            |
| trátala con cariño que es mi persona.             | 私自身である彼女を愛情をもって扱ってくれ             |                                            |
| Cuéntale tus amores, bien de mi vida,             | 私の命から出た彼女に君の愛を語ってくれ               |                                            |
| corónala de flores que es cosa mía.               | 私のものである彼女に花の冠をかぶせてくれ             |                                            |
| ¡Ay! ¡Chinita que sí! ¡Ay! ¡Que dame tu amor!     | ああ、いとしい人よ、私を愛してくれ                   |                                            |
| ¡Ay! Que vente conmigo, chinita, a donde vivo yo! | ああ、一緒に来てくれ、いとしい人よ、私の住むところへ |                                            |
| 2.                                                | El día que nos casemos ¡Válgame Dios!                | 我々が結婚する日（ああ何たることか）       |
|                                                   | En la semana que hay ir, me hace reír,               | 出発するその週に、彼女は私を笑わせる       |
| desde la Iglesia juntitos, que sí señor,          | 教会の集まりの後に                                   |                                            |
| nos iremos a dormir. Allá voy yo.                 | 我々は眠りに行くだろう                               |                                            |
| 3.                                                | Cuando el curita nos eche la bendición               | 司祭が我々に祝福を与えるとき               |
|                                                   | en la iglesia Catedral allá voy yo,                  | 聖堂で                                     |
| yo te daré la manita con mucho amor               | 私は愛をこめて君に手を与え                           |                                            |
| y el cura dos hisopazos. ¡Que sí, señor!          | そして司祭は2ふりの聖水を与えるだろう                |                                            |
| 4.                                                | Cuando haya pasado tiempo ¡Válgame Dios!             | 結婚してからしばらく（ああ何たることか）   |
|                                                   | De que estemos casaditos pues sí señor,              | 時がたって                                 |
| lo menos tendremos siete, ¡Y que furor!           | 我々は少なくとも7人の（何とすごい）                  |                                            |
| O quince guachinanguitos… ¡Allá voy yo!           | あるいは15人のメキシコっ子に恵まれるだろう……         |                                            |

## その他
ポーランド出身のツトガ科の研究者であるスタニスワフ・ブウェシンスキ (Stanisław Błeszyński) の命名した蛾の学名に「La paloma」がある（Laが属名、palomaが種小名）。同じ属にLa cucarachaもあり、明らかにダジャレによる命名である。